# اویااستار-تی‌یو
اویااستار-تی‌یو (به انگلیسی: Aviastar-TU) یک شرکت هواپیمایی با کد یاتا 4B است که در ۲۰۰۴ میلادی تأسیس شده‌است. دفتر مرکزی اویااستار-تی‌یو در مسکو، روسیه واقع شده‌است و قطب این شرکت هواپیمایی در فرودگاه رامنسکویه قرار دارد.